# Josep Vergés i Matas
Josep Vergés i Matas (Palafrugell, 1910 - Barcelona, 2001) fou un editor català, conegut per publicar tota l'obra de Josep Pla.

## Biografia
Va viure a Palafrugell fins als 18 anys. Va cursar el batxillerat al col·legi dels Maristes, i va començar a treballar en la indústria del suro seguint la tradició familiar, fins a la crisi d'aquesta indústria. Ja a Barcelona, va obtenir el títol de professor mercantil. En esclatar la Guerra Civil espanyola escapà a Londres per por de no ser assassinat pels milicians d'ERC i abans d'acabar la guerra anà a Burgos (capital de la zona rebel), on es quedà la capçalera de la revista falangista Destino, que edità a Barcelona fins al 1975.
El 1942 cofundà l'editorial Edicions Destino, de la que en fou editor fins al 1989. En aquesta editorial publicà l'Obra Completa de Josep Pla, els manuscrits de la qual van ser cedits per Vergés a la Fundació Josep Pla, i promogué el Premi Nadal i el Premi Josep Pla, però també edità les obres de Miguel Delibes, Camilo José Cela, Álvaro Cunqueiro, Juan Goytisolo, Carmen Martín Gaite, Ana María Matute, Rafael Sánchez Ferlosio, Ramón J. Sender i Carmen Laforet, a més de George Orwell i Dionisio Ridruejo.
Fou considerat el principal editor català durant el franquisme. El 1997 fou homenatjat al Motel Empordà de Figueres en cloure's l'Any Pla del centenari i guardonat amb la Gran Creu d'Alfons X el Savi. La Biblioteca de Catalunya conserva el seu arxiu personal.

## Obres
- Vergés, Josep C. Un país tan desgraciat. Memòria compartida amb l'editor de Destino.  Sd edicions, 2007. ISBN 978-84-935921-0-3.
- VERGÉS, Josep C. La censura invisible de Josep Pla, Sd edicions 2017